# Palacio de Cnosos

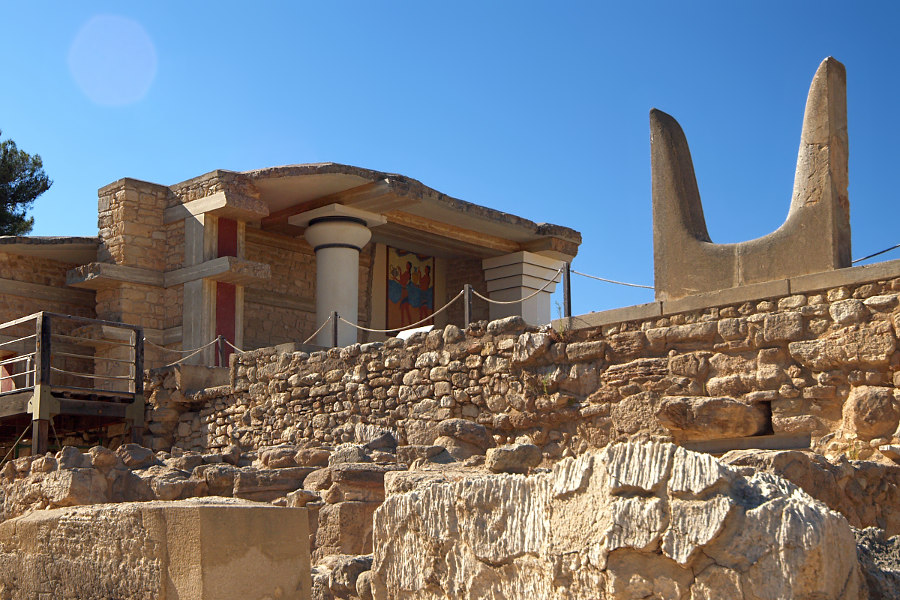
Uno de los emblemas del palacio de Cnosos: los llamados «cuernos de consagración».

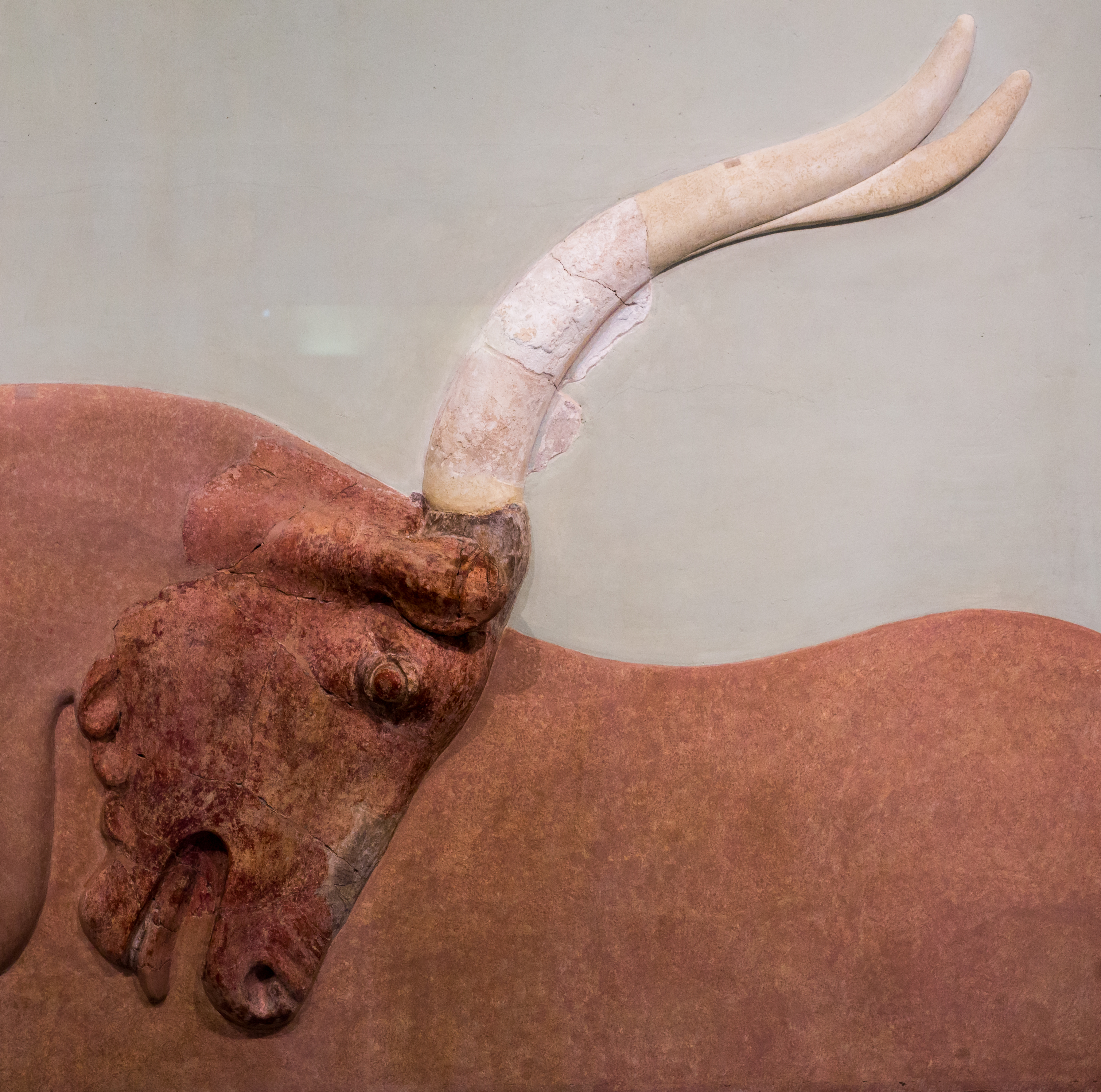
Parte del fresco de un toro furioso de la entrada del norte del palacio de Cnosos, conservado en el Museo Arqueológico de Heraclión.

El Palacio de Cnosos es el más importante de los palacios minoicos de Creta (Grecia). Fue construido en torno a 2000-1900 a. C. y nuevamente reconstruido tras sufrir dos destrucciones hacia 1700 y 1450 a. C. Además de ser la residencia de los reyes, probablemente cumplía funciones religiosas y redistribuía recursos económicos. La complejidad de su estructura y abundancia de estancias y pasillos ha hecho que algunos lo identifiquen con el mítico laberinto de Creta. El 12 de julio de 2025 fue nombrado Patrimonio de la Humanidad por la UNESCO junto a otros lugares de la cultura minoica.

## Cronología

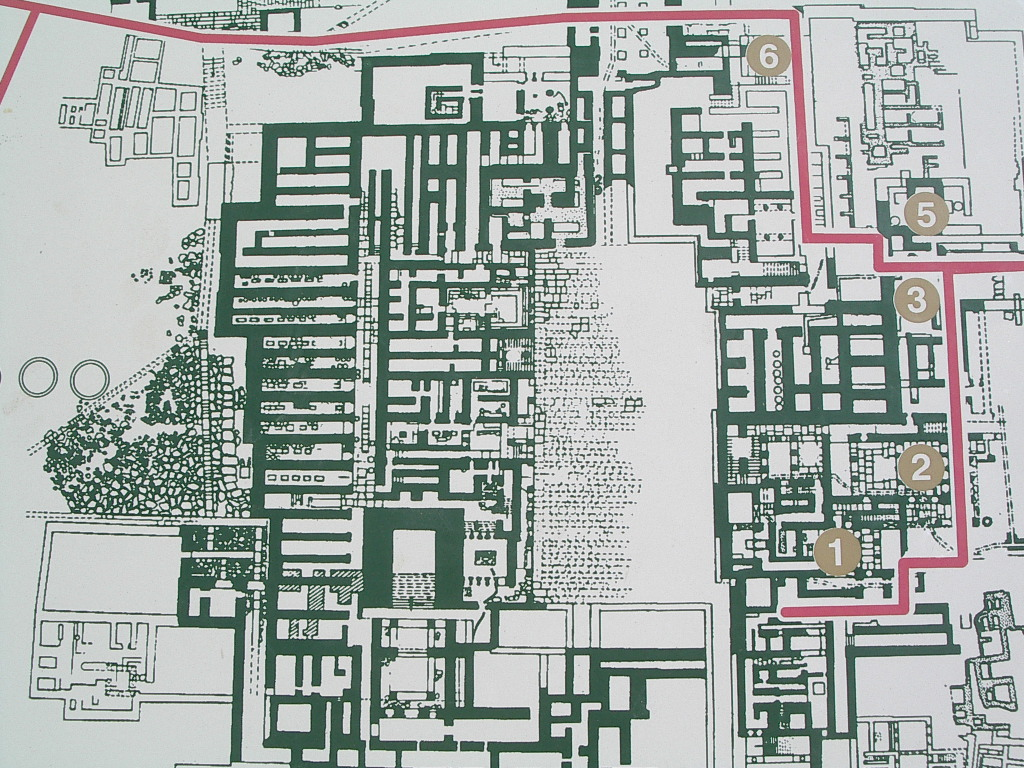
Plano del palacio.

Fue construido hacia el año 2000 o 1900 a C., ya organizado en torno a un gran patio central y con sistemas de abastecimiento y evacuación de agua. Tras ser destruido en torno al 1700 a C., fue reconstruido en los siguientes años. A este segundo palacio pertenecen la mayoría de los restos arqueológicos conservados. Tras otra destrucción que tuvo lugar en torno a 1450 a C. fue el único de los grandes palacios cretenses que fue reconstruido y allí se establecieron los micénicos, hasta su destrucción final hacia 1380 a. C. Posteriormente algunas de sus estancias fueron reutilizadas para convertirse en viviendas particulares y almacenes.

## Excavaciones arqueológicas y conservación
Las primeras excavaciones que redescubrieron el ala oeste del palacio de Cnosos fueron realizadas en 1878 por el griego Minos Kalokairinós, pero fue Arthur Evans quien, desde el año 1900, dirigió las excavaciones del palacio a gran escala, especialmente hasta 1902, aunque también realizó investigaciones adicionales en años posteriores hasta 1931. Tras la Segunda Guerra Mundial, las excavaciones en el palacio fueron dirigidas por la Escuela Británica de Atenas.
A causa de la fragilidad de los materiales del palacio, Evans y su equipo trataron inicialmente de proteger los restos de la influencia de las condiciones climatológicas pero a partir de 1925 se emprendió un proceso radical de reconstrucción tanto de las pinturas como de los elementos arquitectónicos utilizando materiales como el hormigón. Estas reconstrucciones han sido motivo de controversia, dado que no son reversibles. Algunos las han valorado positivamente por la necesidad de protección de los restos y porque ayudan a los visitantes a comprender mejor la estructura y características del palacio. Sin embargo, se critica que en muchas partes de las restauraciones no se distinguen claramente las antiguas partes de las restauradas, así como que la exactitud de algunas de estas reconstrucciones no parecen estar suficientemente apoyadas por las pruebas arqueológicas.
A lo largo de la segunda mitad del siglo XX y principios del XXI se han tenido que emprender diferentes trabajos de conservación tanto de los restos antiguos como de las estructuras de hormigón realizadas por Evans.

## Características
Su superficie es de unos 17 000 m² pero debido a que en muchas partes constaba de varias plantas, se estima que su área total era de 22 000 m². Disponía de más de 1500 habitaciones. Al oeste y sur un muro lo delimita, pero no era una muralla defensiva. Tenía puertas de acceso al norte, oeste y sur. Estaba construido sobre una pequeña colina, con piedra caliza sobre un armazón de madera. Entre sus elementos característicos pueden destacarse la existencia de pórticos con columnas y pilares, grandes losas de piedra en la parte inferior de los muros, claraboyas, escaleras, patios para proporcionar luz y ventilación y sistemas de drenaje de agua.

### Ala oeste

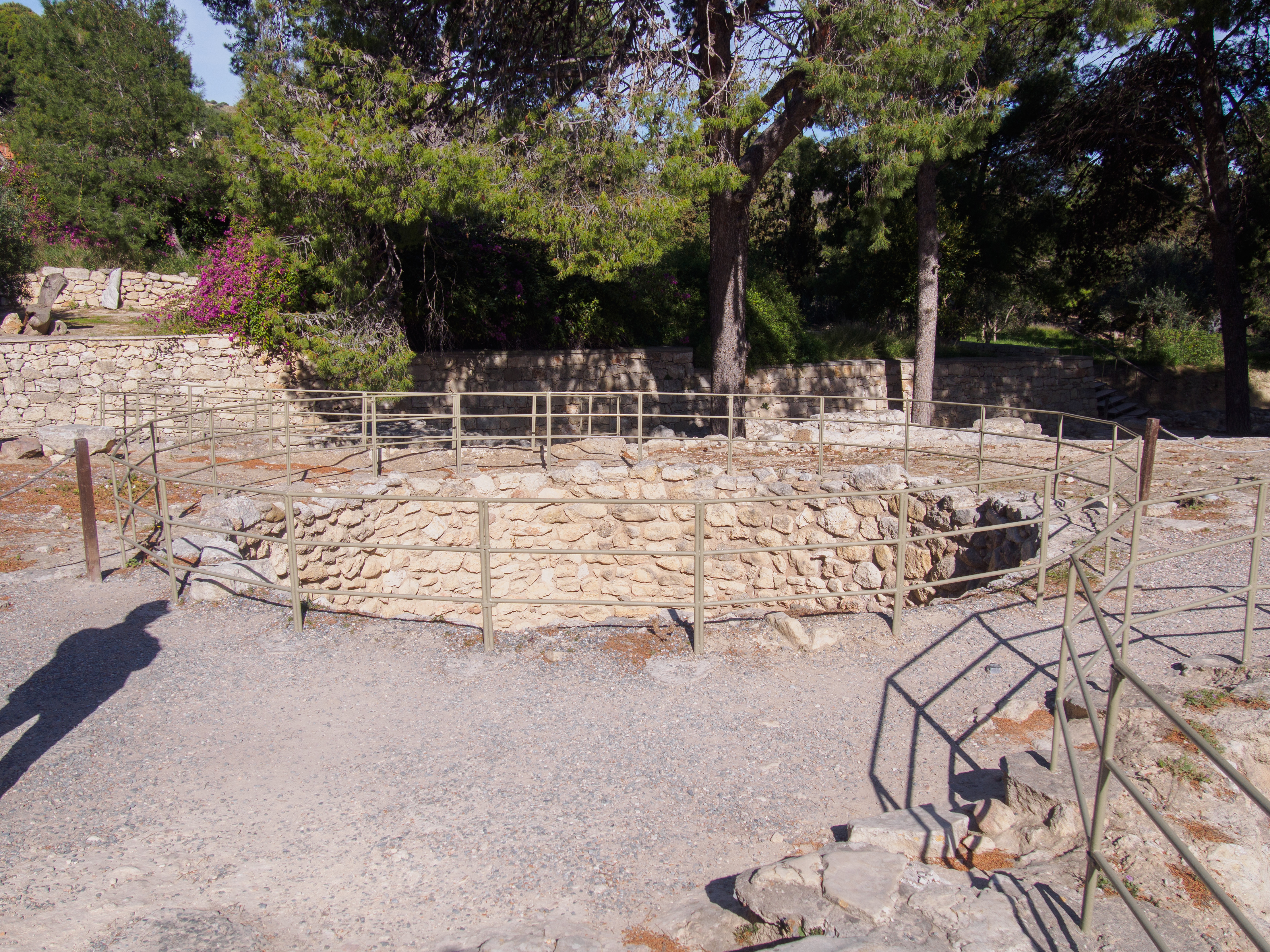
Uno de los pozos de la zona occidental que probablemente estuviera destinado a ser un silo de grano.

En un gran patio o plaza occidental pavimentada se encuentran tres pozos (kouloures) donde probablemente se depositaba grano. En esta zona se encontraba el acceso principal del palacio, conocido como «propileo occidental». Este conducía al «corredor de la procesión» —que tiene este nombre debido a la pintura en el muro que representaba portadores de ofrendas— que se puede ver en parte por una reproducción ya que el original está en el Museo Arqueológico de Heraclión. Un pasillo estrecho que va de norte a sur separa en dos partes el ala oeste del palacio. En la parte más occidental había 18 almacenes. Cuando se excavaron, algunos estaban casi vacíos y en otros se encontraron grandes vasijas y fragmentos de pinturas murales. Se sabe que había otra planta encima de estos almacenes. Al otro lado del pasillo se encontraban varias estancias con funciones de santuarios —«santuario de las tres columnas» y «santuario tripartito»— y también el denominado «salón del trono». El santuario tripartito parece haber sido el santuario principal del palacio. Constaba de una cripta de pilares, una estancia donde fue hallada una enorme jarra y la denominada «sala del tesoro», o «repositorio». En el repositorio se encontraron, entre otros objetos, unas figurillas de fayenza que son conocidas como «diosas de las serpientes».

#### El salón del trono

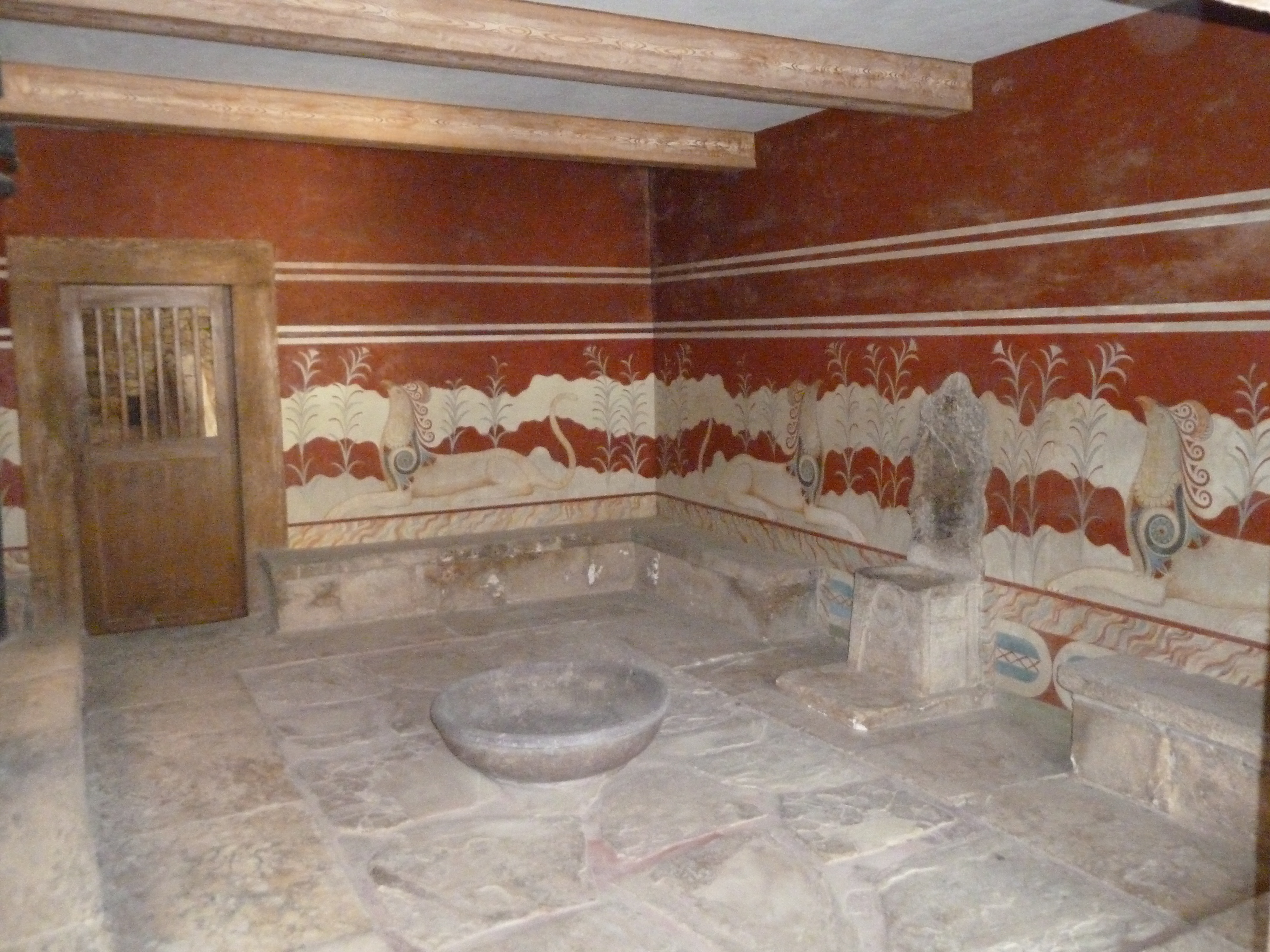
El salón del trono.

La sala del trono, al oeste del patio central, estaba precedida por una antecámara. Tanto la antecámara como el salón tenían bancos de piedra corridos que podrían haber ocupado en torno a treinta personas. Un fresco con dos grifos simétricos decora la pared, flanqueando el trono de piedra. Por otra parte, Evans reconstruyó en la antecámara otro trono, este de madera. Al fondo había un anexo que podría haber tenido una función de capilla. Ante el trono de piedra se encontraron algunos fragmentos de jarras que se supone que se utilizaban para ceremonias. Enfrente del trono, a un nivel inferior y separado por columnas y un banco, se halla un espacio conocido como baño lustral, que tal vez sirviera para algún ritual de purificación pero su función no está clara porque no tenía desagüe.

### Área suroeste

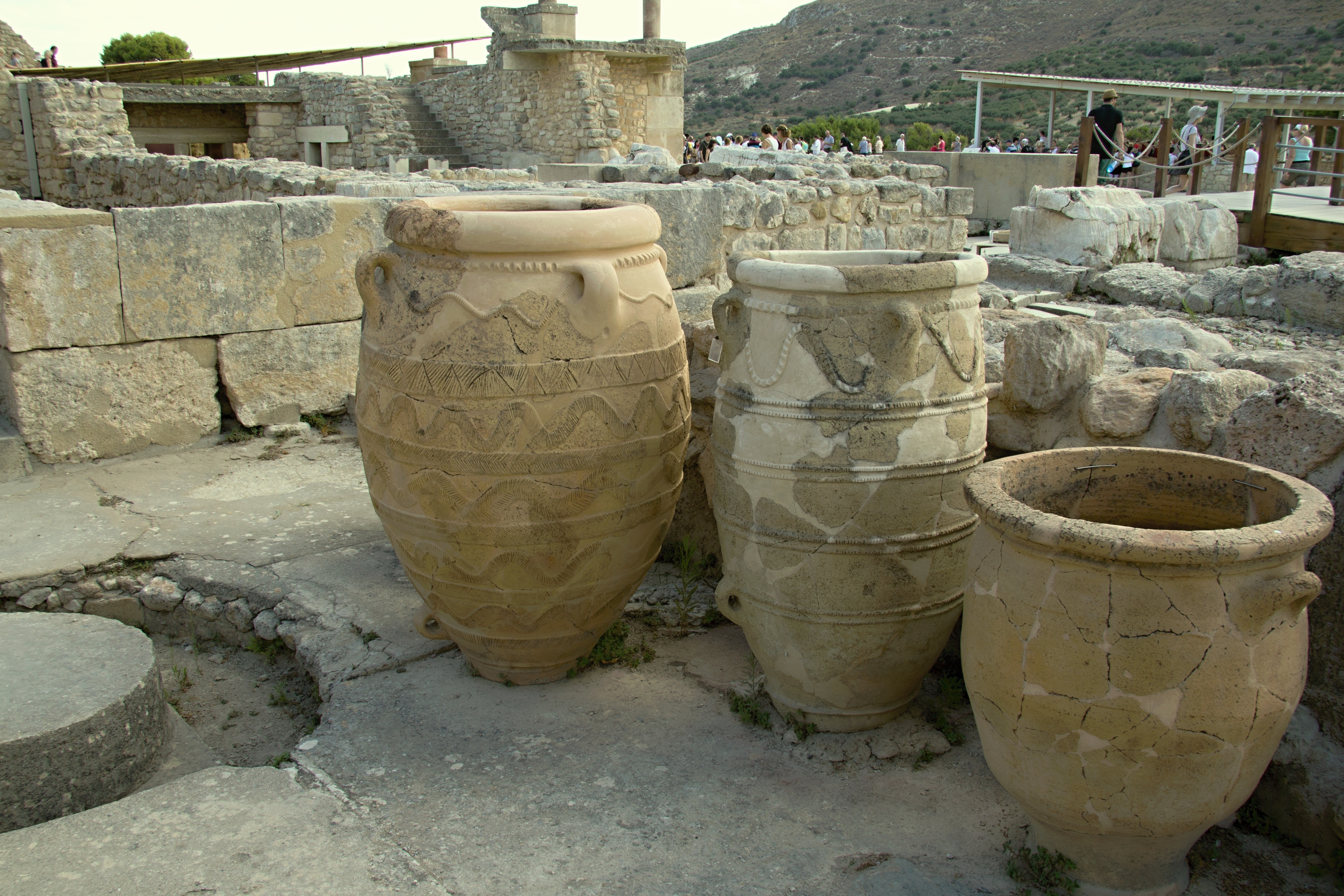
Grandes pithoi expuestas junto al propileo del sur.

El área del sur del palacio se encuentra al borde del curso del río Vlyjiá. Al lado del «corredor de las procesiones», antes mencionado, está el «corredor del príncipe de los lirios», donde se encontraba el fresco conocido como «príncipe de los lirios», cuya reconstrucción ha sido polémica. Estos corredores terminaban en otro propileo, que se ha denominado «gran propileo» o «propileo del sur». Aquí se encuentra el fresco conocido como «Los ritóforos». Desde aquí una escalera lleva al «santuario de las tres columnas». A la derecha de la escalera hay una cámara rectangular que, debido al hallazgo de objetos pertenecientes a la época histórica griega, probablemente fue un santuario construido mucho después de la destrucción del palacio.

### Ala este

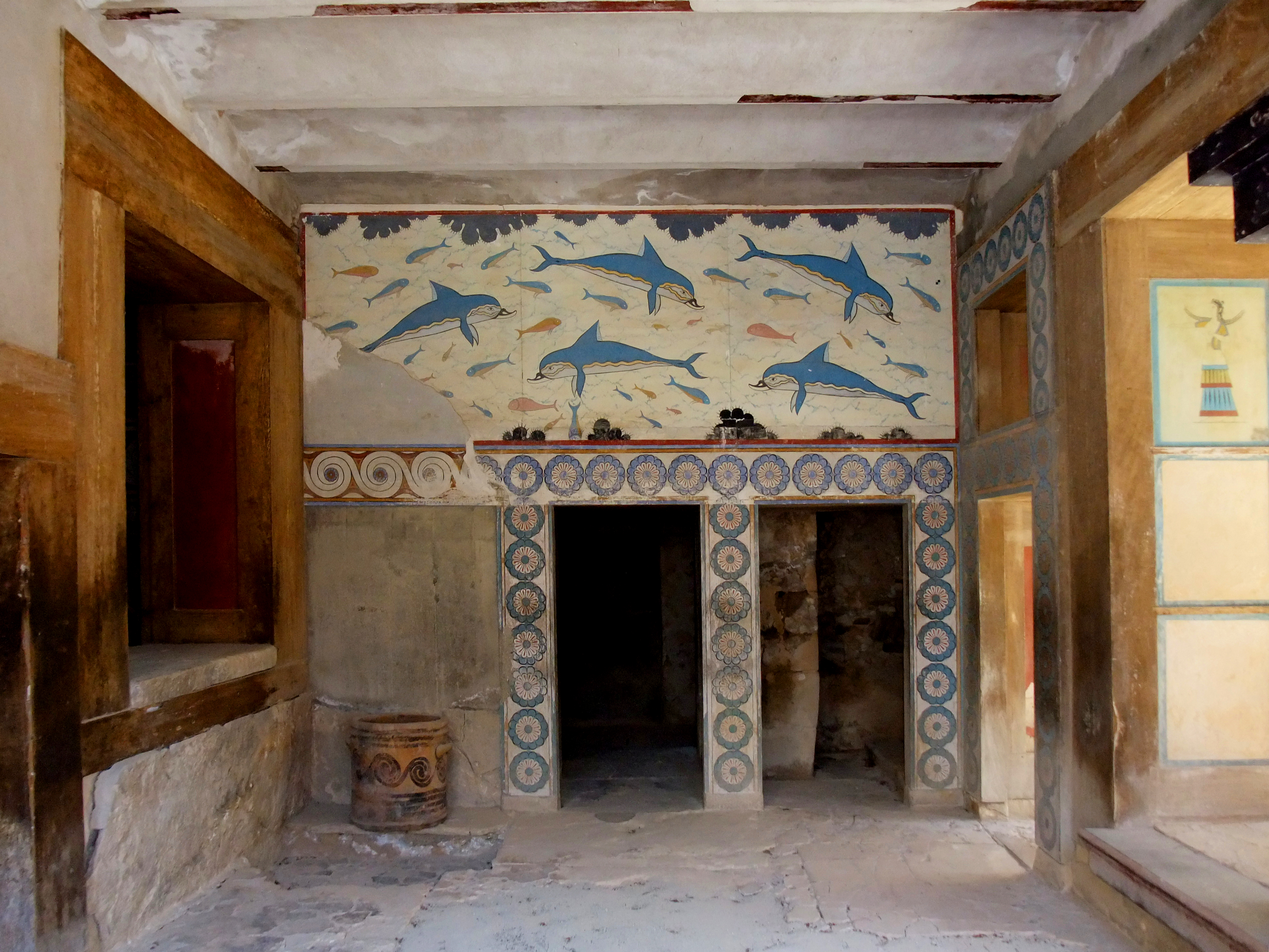
El «megaron de la reina».

El ala este, que era el área residencial del palacio, probablemente constara de cuatro pisos, dos de ellos a nivel inferior al patio central, uno al mismo nivel del patio y otro piso superior. El ala estaba dividida por un pasillo que va de este a oeste; al norte había talleres de artesanos y, al sur, estancias residenciales. Una gran escalera —que se ha considerado como una obra maestra de la arquitectura minoica—, iluminada por una claraboya, llevaba a las cámaras reales. Un corredor llevaba a la «cámara de las hachas dobles» —cuyo nombre se debe al símbolo de la doble hacha grabado en las paredes—, que estaba dividida por un politiron. En esta sala, donde probablemente el rey ejercía sus funciones, se ha restaurado un trono. Una puerta al sur de la sala de las hachas dobles lleva al «megaron de la reina» donde se hallan el fresco de los delfines y el de la danzarina. Al oeste del megaron se halla la sala de baño de la reina que también tenía una claraboya y un sistema para la circulación del agua. Al lado de la sala de baño, una puerta permite el acceso a un pasillo, y enfrente hay una pequeña sala conocida como «habitación del sofá de yeso», donde además de una tarima de yeso también estaba lo que Evans creyó que era una letrina. Al lado hay un pequeño patio, llamado «patio de las ruecas» por su similitud con los símbolos que están grabados en el muro. En el área oriental del palacio también fueron hallados el fresco de la taurocatapsia y, entre los restos de una caja carbonizada, varios fragmentos de marfil, algunos de los cuales permitieron reconstruir la estatuilla conocida como el acróbata, que se ha interpretado como un saltador de toros. En la zona más al sur del megaron de la reina se encuentra el «santuario de las dobles hachas». Esta sala fue transformada para este uso tras la destrucción del palacio y funcionó aproximadamente entre 1380 y 1200 a. C. En una esquina de este santuario hay un pequeño baño lustral. En el área noreste se había espacios destinados a talleres, entre ellos el del marmolista, almacenes de grandes jarras y también el «corredor del zatrikion», así llamado porque en este lugar fue descubierto un objeto singular denominado zatrikion o tablero de juego de Cnoso.

### Zona norte

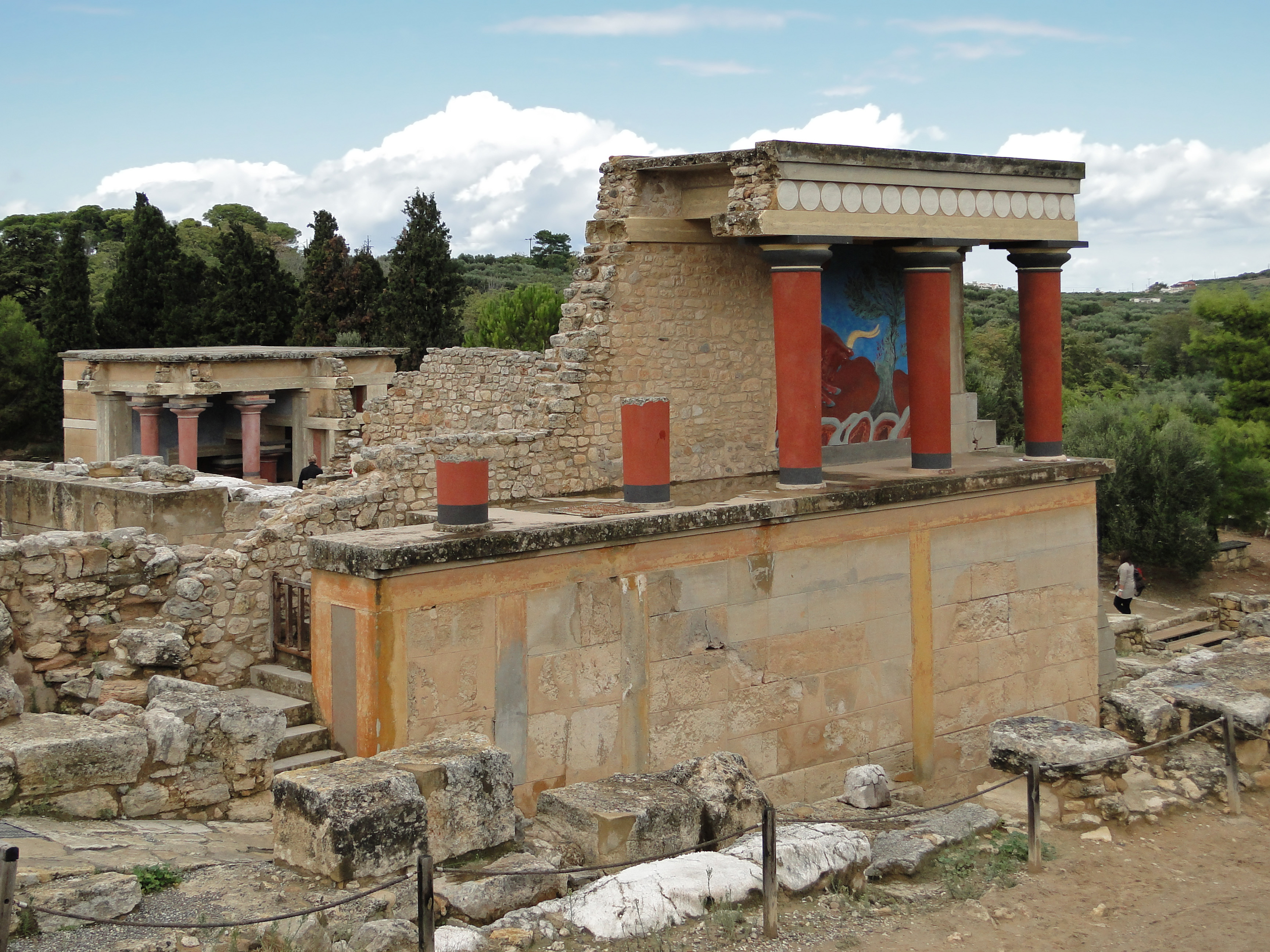
El pórtico del norte, en primer plano, con el fresco de un toro furioso. En segundo plano se halla un espacio conocido como piscina lustral.

En el norte se encontraba otra puerta de entrada con un propileo. Allí se encuentra una pintura de un toro furioso. Junto a esta entrada, en la parte exterior de los muros del palacio se construyó un santuario. En esta área se encontró el fresco del «recolector de azafrán» y otro fresco que probablemente representara un banquete ceremonial del que formaba parte la figura conocida como «la parisienne». La puerta norte conducía directamente hasta la «sala hipóstila», de la que se ha sugerido que podría ser un puesto de control de las mercancías que llegaban al palacio. En la esquina del noroeste se encontraba un recinto que se ha identificado como un baño lustral.
También en la zona norte está el área teatral, al aire libre, donde las gradas forman una L, y cuya función no está del todo clara, aunque podría ser albergar algún tipo de ceremonia, reunión o espectáculo.
Una «vía real», pavimentada, partía del propileo norte y llevaba a los dos puertos de Cnosos: Katsambás y Amnisos.

### Patio central
El patio central, en torno al que estaba estructurado todo el palacio, era un gran espacio rectangular de 53 x 28 m al aire libre, con una orientación norte-sur. Es posible que además de ser un lugar de reunión, fuera un lugar de celebración de espectáculos, entre ellos, de la taurocatapsia, aunque no hay acuerdo entre los especialistas sobre esta cuestión.

### Camino sagrado
El área teatral del palacio estaba conectada por una vía pavimentada hasta el denominado «pequeño palacio de Cnosos», un edificio situado a unos 230 m del palacio principal que tenía un especial carácter religioso. Se ha sugerido que por este camino discurría una procesión en la que se trasladaban objetos sagrados desde un edificio al otro ante la multitud.

### Las tablillas de lineal B

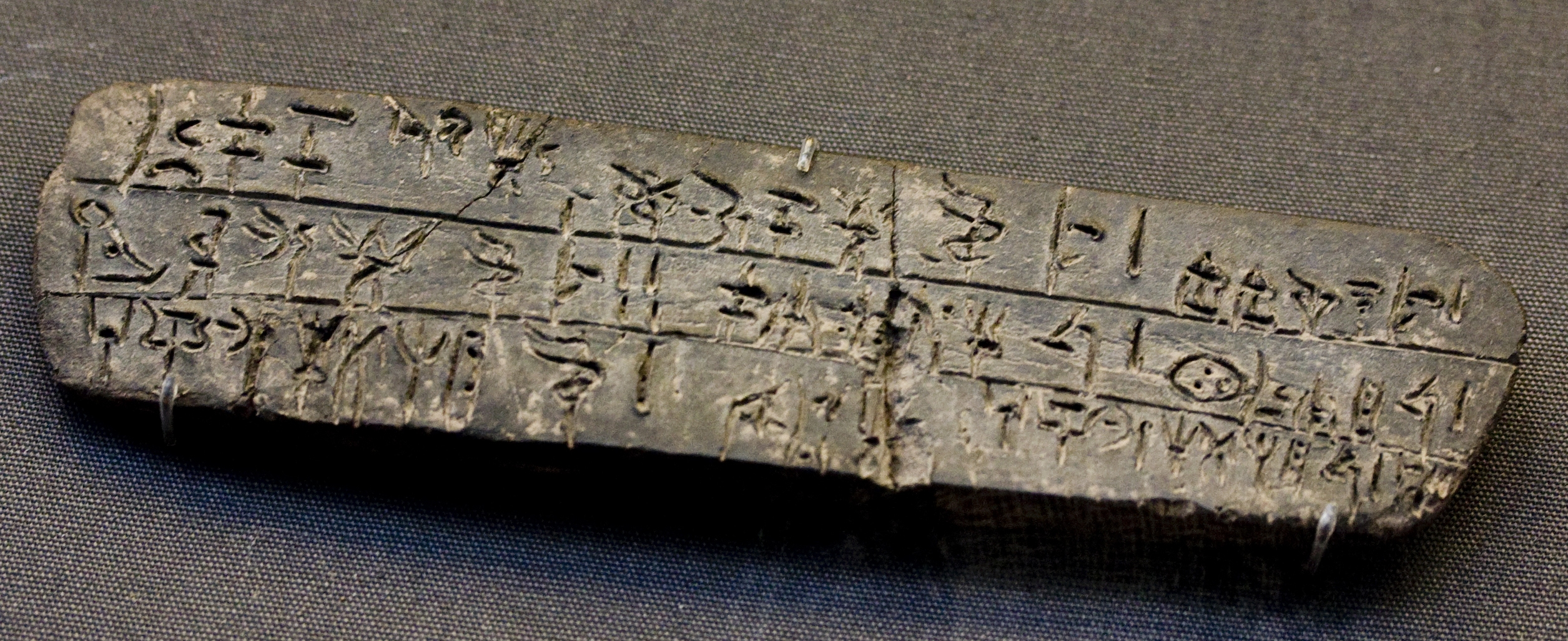
Una de las tablillas con inscripciones en lineal B (KN Fp 13) de Cnosos.

Entre los hallazgos destacados del palacio, se encuentran unos 3000 fragmentos de tablillas de arcilla con inscripciones en lineal B. Fueron halladas en cinco áreas diferentes: el área próxima a la entrada del norte del palacio; el área occidental —tanto en los almacenes occidentales como en otras habitaciones, e incluso algunas pueden haber caído de un piso superior—; la «habitación de las tablillas de carros»; el área oriental —que están principalmente en relación con los rebaños de ovejas— y «el arsenal» —estas relacionadas con carros y armamento.
Dado que el lineal B es una forma arcaica del griego y que solo han podido conservarse por haberse cocido por el fuego, las tablillas pertenecen a la destrucción de la fase micénica del palacio, pero se ha discutido mucho la fecha exacta en la que esta se produjo. Algunos autores, entre los que está Evans, las sitúan hacia 1400 a. C. y otros, como Leonard Robert Palmer, en torno al 1200 a. C. Por otra parte, un estudio de Jan Driessen identifica diferentes niveles de destrucción relacionados con las tablillas.